# Cerkiew św. Mikołaja w Zamościu
Cerkiew pod wezwaniem św. Mikołaja Cudotwórcy – prawosławna cerkiew parafialna w Zamościu. Należy do dekanatu Zamość diecezji lubelsko-chełmskiej Polskiego Autokefalicznego Kościoła Prawosławnego.

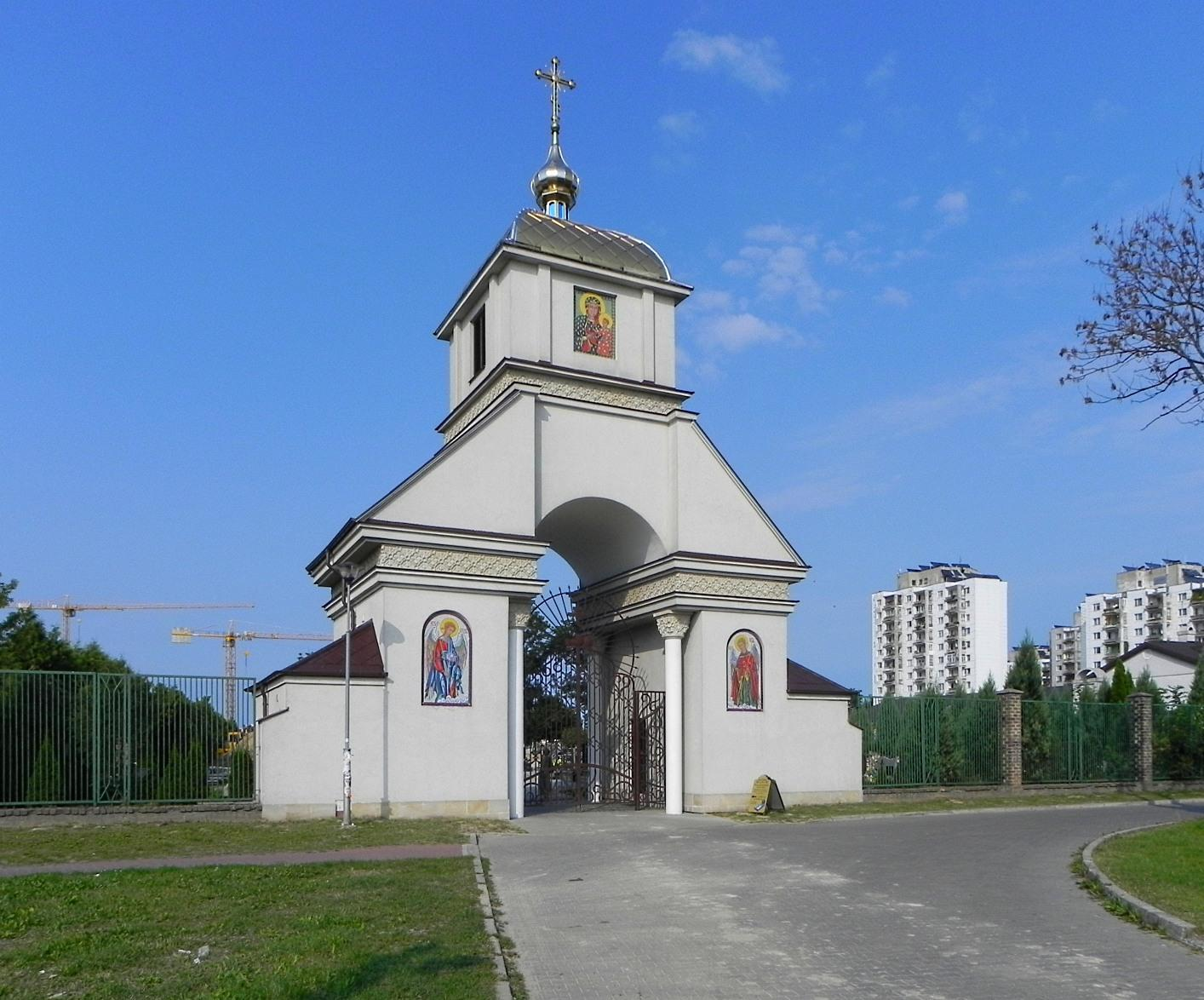
Dzwonnica bramna

Jest to niewielka świątynia, powstała w latach 1986–1992 na miejscu zniszczonej w 1938 drewnianej kaplicy cmentarnej przy ulicy Gen. Mikołaja Bołtucia. Cerkiew ta posiada jedną główną kopułę i cztery mniejsze kopułki. Przy wejściu na teren cerkwi, na którym znajduje się także cmentarz (prawosławny i rzymskokatolicki), stoi dzwonnica wzniesiona w 1994 oraz dom parafialny wybudowany w 2001.
20 października 2012 w cerkwi umieszczono relikwie urodzonego w Zamościu św. Romana Wyznawcy.